# 양주 조씨
양주 조씨(楊州趙氏)는 경기도 양주시를 본관으로 하는 한국의 성씨이다.

## 역사
양주 조씨(楊州趙氏)의 시조 조잠(趙岑)은 고려 때 양주호장(楊州戶長)을 역임하고 판중추부사(判中樞府事)에 추증되었다.
조잠(趙岑)의 증손인 조계생(趙啓生)과 조말생(趙末生)이 문과에 급제하여 조선 세종 때 좌참찬(左參贊)과 영중추원사(領中樞院事)에 이르렀다.
양주 조씨는 문과 급제자 90명을 배출하여 인구(2015년 29,631명) 대비 문과 급제자 비율이 높다. 정승 8명과 홍문관 대제학이 3명을 배출하였다.

## 주요 인물

### 정재계
- 조계생(趙啓生, 1363년 ~ 1438년) : 4세손. 1388년(고려 우왕 14년) 문과에 급제하고, 조선 세종 때 좌참찬(左參贊)에 이르렀다. 시호는 정평(靖平)이다.
- 조말생(趙末生, 1370년 ~ 1447년) : 조계생의 동생. 1401년(태종 1년) 증광문과에 장원급제하여 1446년 영중추원사에 이르렀다. 시호는 문강(文剛)이다.
- 조극관(趙克寬) : 조계생의 아들. 1414년(태종 14) 알성문과에 급제하고 1453년 이조판서가 되었지만, 계유정난 때 김종서(金宗瑞)의 일파로 몰려 피살되었다.
- 조정(趙挺, 1551년 ~ 1629년) : 10세손. 1583년 문과에 급제하여 광해군 때 우의정을 역임하였고, 형난공신(亨難功臣) 2등에 책록되었으며, 한천군(漢川君)에 봉해졌다.
- 조존성(趙存性, 1554년 ~ 1628년) : 성종(成宗)의 부마인 조무강(趙無疆)의 증손. 1590년(선조 23) 증광문과에 급제하여, 지돈녕부사(知敦寧府事)에 이르렀다. 시호는 소민(昭敏)이다.
- 조창원(趙昌遠, 1583년 ~ 1646년) : 조존성의 아들. 딸이 인조의 계비 장렬왕후(莊烈王后)로 간택되자 보국숭록대부(輔國崇祿大夫) 한원부원군(漢原府院君)에 봉해졌으며, 영돈녕부사에 배수되었다. 시호는 혜목(惠穆)이다.
- 장렬왕후(莊烈王后, 1624년 ~ 1688년) : 여왕(女王). 조선의 제16대 국왕 인조의 계비(繼妃).
- 조태채(趙泰采, 1660년 ~ 1722년) : 노론 4대신 중 한 명인 권신(權臣). 유량(幼亮), 호는 이우당(二憂堂), 시호는 충익(忠翼)이다.
- 조태억(趙泰億, 1675년 ~ 1728년) : 영돈령부사(領敦寧府事)로 조선의 관료이며 장렬왕후(莊烈王后)의 종조카다. 자는 대년(大年), 호는 겸재(謙齋)·태록당(胎祿堂)이며 본관은 양주(楊州)이다. 시호는 문충(文忠)이다.
- 조두순(趙斗淳, 1796년 ~ 1870년)  : 1827년 문과에 급제하고, 1866년(고종 3) 영의정으로 치사하였다.
- 조병갑(趙秉甲, 1844년 ~ 1912년) : 대한제국과 일제강점기의 관료이다.
- 조병세(趙秉世, 1827년 ~ 1905년) : 조선 말기 우의정(右議政)이다. 호는 산재(山齋)이다.
- 조동희(趙同熙, 1856년 ~ 1934년) : 귀족(貴族). 작위는 남작이다. 자는 유선(有先)이다.
- 조민희(趙民熙, 1859년 ~ 1931년) : 귀족(貴族). 작위는 자작이다.
- 조중응(趙重應, 1860년 ~ 1919년) : 귀족(貴族). 작위는 자작이며 조선 말기의 관료이다.
- 조중수(趙重壽, 1894년 ~ 1940년) : 귀족(貴族). 작위는 자작이며 조중응(趙重應) 자작의 아들이다.
- 조환익(趙煥益, 1950년 ~ ) : 관료이며 산업자원부 제1차관 정무차관(政務次官)이다.
- 조중표(趙重杓, 1952년 ~ ) : 관료이며 외교통상부 제1차관 정무차관(政務次官)이다.
- 조중훈(趙重勳, 1920년 ~ 2002년) : 조태채(趙泰采) 권신(權臣)의 후손이며 한진그룹 회장이다.
- 조정호(趙正鎬, 1958년 ~ ) : 조중훈(趙重勳) 회장의 아들이며 메리츠금융지주 회장이다.

## 조선 왕실과의 인척관계
- 인조계비 장렬왕후
- 인흥군(선조의 서자) 사위 조태개
- 숭선군(인조의 서자) 사위 조명봉
- 정정옹주(태종의 서녀) 부마 조선
- 숙혜옹주(성종의 서녀) 부마 조무강

## 항렬자
- 대동항렬 (시조로 1세)

| 15세     | 16세   | 17세     | 18세   | 19세     | 20세   | 21세     | 22세   | 23세     | 24세   | 25세     | 26세   | 27세     | 28세   | 29세     | 30세   | 31세     | 32세   | 33세     | 34세   | 35세     | 36세   | 37세     | 38세   | 39세     | 40세   | 41세     | 42세   | 43세     | 44세   | 45세     |
| -------- | ------ | -------- | ------ | -------- | ------ | -------- | ------ | -------- | ------ | -------- | ------ | -------- | ------ | -------- | ------ | -------- | ------ | -------- | ------ | -------- | ------ | -------- | ------ | -------- | ------ | -------- | ------ | -------- | ------ | -------- |
| 口빈(彬) | 영(榮) | 口규(逵) | 진(鎭) | 口순(淳) | 병(秉) | 口희(熙) | 중(重) | 口호(鎬) | 원(源) | 口식(植) | 용(容) | 口규(珪) | 상(商) | 口수(洙) | 종(種) | 口하(夏) | 재(在) | 口선(善) | 한(漢) | 口모(模) | 헌(憲) | 口균(均) | 경(鏡) | 口준(準) | 근(根) | 口준(焌) | 기(基) | 口종(鍾) | 준(浚) | 口래(來) |

## 인구
- 2000년 23,942명
- 2015년 29,631명